# غرب بريستول (دائرة انتخابية في المملكة المتحدة)
غرب بريستول  (بالإنجليزية: Bristol West)‏ هي إحدى الدوائر الانتخابية في المملكة المتحدة الممثلة في مجلس العموم في برلمان المملكة المتحدة.
عضو البرلمان الذي يمثلها حالياً هو :Stephen Williams (LD).